# Repentless
Repentless – jedenasty album studyjny amerykańskiego zespołu muzycznego Slayer. Wydawnictwo ukazało się 11 września 2015 roku nakładem wytwórni muzycznej Nuclear Blast. Jest to pierwszy album formacji zarejestrowany bez zmarłego głównego kompozytora Slayer – Jeffa Hannemana, jednocześnie pierwszy album z udziałem gitarzysty Gary’ego Holta, znanego z występów w zespole Exodus, a także czwarty, nagrany wraz z perkusistą Paulem Bostaphem. Sesja nagraniowa odbyła się w Henson Studios w Los Angeles we współpracy z producentem muzycznym Terrym Datem, mającym w dorobku współpracę z takimi zespołami jak: Pantera, czy Dream Theater. Natomiast mastering odbył się w Howie Weinberg Mastering, także w Los Angeles w Stanach Zjednoczonych.
Album w Polsce uzyskał certyfikat złotej płyty.

## Lista utworów
Opracowano na podstawie materiału źródłowego.
| Nr  | Tytuł utworu               | Słowa                 | Muzyka        | Długość |
| --- | -------------------------- | --------------------- | ------------- | ------- |
| 1.  | „Delusions of Saviour”     | utwór instrumentalny  | Kerry King    | 01:55   |
| 2.  | „Repentless”               | Kerry King            | Kerry King    | 03:20   |
| 3.  | „Take Control”             | Kerry King            | Kerry King    | 03:14   |
| 4.  | „Vices”                    | Kerry King            | Kerry King    | 03:32   |
| 5.  | „Cast the First Stone”     | Kerry King            | Kerry King    | 03:43   |
| 6.  | „When the Stillness Comes” | Kerry King            | Kerry King    | 04:21   |
| 7.  | „Chasing Death”            | Kerry King            | Kerry King    | 03:45   |
| 8.  | „Implode”                  | Kerry King            | Kerry King    | 03:49   |
| 9.  | „Piano Wire”               | Jeff Hanneman         | Jeff Hanneman | 02:49   |
| 10. | „Atrocity Vendor”          | Tom Araya, Kerry King | Kerry King    | 02:55   |
| 11. | „You Against You”          | Kerry King            | Kerry King    | 04:21   |
| 12. | „Pride in Prejudice”       | Kerry King            | Kerry King    | 04:14   |
|     |                            |                       |               | 41:58   |

## Twórcy
Opracowano na podstawie materiału źródłowego.
| Zespół Slayer w składzie - Kerry King – gitara - Tom Araya – gitara basowa, śpiew - Paul Bostaph – perkusja - Gary Holt – gitara |  | Inni - Terry Date – produkcja muzyczna, inżynieria dźwięku, miksowanie - Marcelo Vasco – okładka, oprawa graficzna - Rob Kimura – oprawa graficzna - Peter Mack – inżynieria dźwięku - Derrick Stockwell – inżynieria dźwięku - Howie Weinberg – mastering - Andrew Stuart – zdjęcia |

## Listy sprzedaży
| Lista                | Kraj              | Pozycja |
| -------------------- | ----------------- | ------- |
| Billboard 200        | Stany Zjednoczone | 4       |
| OLiS                 | Polska            | 2       |
| Media Control Charts | Niemcy            | 1       |
| UK Albums Chart      | Wielka Brytania   | 11      |
| Sverigetopplistan    | Szwecja           | 5       |
| Schweizer Hitparade  | Szwajcaria        | 3       |
| MegaCharts           | Holandia          | 2       |
| ARIA Charts          | Australia         | 3       |
| Ö3 Austria Top 40    | Austria           | 6       |
| Recorded Music NZ    | Nowa Zelandia     | 8       |
| VG-lista             | Norwegia          | 6       |